# 22679 Amydavid
22679 Amydavid è un asteroide della fascia principale. Scoperto nel 1998, presenta un'orbita caratterizzata da un semiasse maggiore pari a 2,3397024 UA e da un'eccentricità di 0,1941515, inclinata di 4,02366° rispetto all'eclittica.